# Adur, Azerbaijan
Adur là một ngôi làng đô thị thuộc vùng Quba của Azerbaijan. Ngôi làng là một phần của đô thị Qarxun.